# Teuton (Schiff)
Die Teuton war ein 1869 in Dienst gestelltes Passagierschiff, das zunächst Jardine, Matheson & Co. und ab 1873 der britischen Reederei Union Steamship Company gehörte, für die es Passagiere und Fracht von Großbritannien nach Südafrika brachte. Am 30. August 1881 rammte die Teuton an der Küste der südafrikanischen Kapkolonie ein Riff und sank während des Versuchs, die Hafenstadt Simon’s Town zu erreichen. Von den 272 Passagieren und Besatzungsmitgliedern überlebten nur 36.

## Das Schiff
Das Dampfschiff wurde 1869 in der Werft von William Denny & Brothers in der schottischen Stadt Dumbarton auf dem Fluss Clyde gebaut. Der aus Eisen gebaute Rumpf mit der Baunummer 135 war 87,29 m lang, 10,48 m breit und hatte einen Tiefgang von 7,65 m. Die zweizylindrige Verbunddampfmaschine von William Denny leistete bis zu 1345 PSi (300 nhp) und verhalf dem Dampfer zu einer Reisegeschwindigkeit von bis zu 13,2 Knoten. Das Passagier- und Frachtschiff lief am 13. März 1869 vom Stapel und wurde auf den Namen Glenartney getauft. Am 14. April 1869 wurde das Schiff fertiggestellt. Eigner war das von dem britischen Kaufmann und Schiffsmagnaten Robert Jardine geleitete Unternehmen Jardine, Matheson & Co. mit Hauptsitzen in London und Hongkong.
Im Februar 1873 wurde das Schiff zusammen mit vier anderen von der 1853 gegründeten Reederei Union Steamship Company mit Sitz in Southampton gekauft, die einen regulären Passagier-, Fracht- und Postverkehr zwischen Großbritannien und Südafrika betrieb. Die Reederei taufte das Schiff in Teuton um. Fortan war die Teuton im Linienverkehr von und zur südafrikanischen Kapkolonie eingesetzt. Am 12. Februar 1873 wurde die Teuton registriert und am 22. April 1873 lief sie erstmals in Kapstadt ein.
1875 wurde der Rumpf auf 101,46 m verlängert. Dadurch erhöhte sich der Rauminhalt des Schiffs von ursprünglich 1740 BRT (1087 NRT) auf 2313 BRT (1466 NRT). 1878 wurde die Teuton mit neuen Dampfmaschinen von Thomas Clark & Co. aus Newcastle upon Tyne ausgestattet. 1879 diente das Schiff vorübergehend als Truppentransporter im Zulukrieg. Im Mai 1880 brachte die Teuton die Überlebenden der American nach Kapstadt. Die American, die auch zur Union Steamship Company gehörte, war am 23. April 1880 im Nordatlantik gesunken, nachdem ihre Welle gebrochen war und Wasser in den Rumpf eindringen konnte. Die Schiffbrüchigen waren von der Senegal aufgenommen worden, die aber wenige Tage später vor Gran Canaria auf ein Riff lief. Die Teuton, die gerade Las Palmas verlassen hatte, kehrte zurück und nahm die Passagiere auf.

## Untergang
Am Sonnabend, dem 6. August 1881 um 14.00 Uhr legte die Teuton unter dem Kommando von Kapitän Edward Manning in Plymouth zu einer weiteren Überfahrt nach Kapstadt ab. Nach einem Zwischenstopp auf Madeira am 10. August wurde Kapstadt am 29. August erreicht. Am Dienstagnachmittag, dem 30. August 1881 trat die Teuton die Rückreise nach England an. An Bord waren neben der Fracht 85 Besatzungsmitglieder und 187 Passagiere. Über die Hälfte der Passagiere waren Frauen und Kinder. Erster Zwischenhalt sollte Port Elizabeth an der Südküste Südafrikas sein.
Nach dem Verlassen der Tafelbucht erreichte die Teuton am selben Abend die äußersten Ausläufer von Quoin Point, wo mehrere Meilen zum Meer hinaus Felsen gefährlich dicht unter der Wasseroberfläche lagen. Dort kollidierte sie gegen 19.30 Uhr vier Meilen vor Quoin Point zwischen Danger Point und Kap Agulhas mit einem Unterwasserriff. Die Passagiere wurden auf das Achterdeck beordert und die Rettungsboote wurden mit Proviant und Kompassen ausgestattet und zum Wassern vorbereitet. Kapitän Manning ging aber davon aus, dass eine Evakuierung des Schiffs nicht nötig sein würde und dass er ohne fremde Hilfe die nahe Hafenstadt Simon’s Town erreichen konnte. Da der Rumpf der Teuton in sechs wasserdichte Abteilungen aufgeteilt war, war Manning überzeugt, dass dem Schiff nichts passieren würde. Er hielt so lange Kurs auf Simon’s Town, bis der Bug unter die Wasseroberfläche gesunken war und das Heck hoch aus dem Wasser ragte.
Gegen 22.30 Uhr befahl Manning doch noch das Verlassen des Schiffs. Passagiere und Besatzung verhielten sich Augenzeugenberichten zufolge ruhig und diszipliniert und das Wassern der Boote verlief geordnet. Frauen und Kinder wurden in ein Rettungsboot gesetzt, als jedoch plötzlich die wasserdichten Schotts brachen und die Teuton erzitterte. Das Schiff kenterte und ging in Sekundenschnelle mit dem Bug voran unter. Ein Überlebender, der Hotelier Bernhard Kromm, berichtete später, sie sei „so schnell wie ein Blitz gesunken“ und er habe vorher nicht geglaubt, dass ein Schiff „so schnell sinken könne“.
Vier Rettungsboote, die noch mit Leinen an dem Schiff befestigt waren, gingen mit der Teuton unter. Das Boot mit den etwa 30 Frauen und Kindern darin wurde überschwemmt und sank. Zahlreiche Menschen wurden vom Sog des sinkenden Schiffs in die Tiefe gerissen. Diejenigen, die wieder an die Oberfläche kamen, klammerten sich an Wrackteilen und Rudern fest. Von den 272 Menschen an Bord überlebten nur 11 Passagiere und 25 Besatzungsmitglieder. Die einzige weibliche Überlebende war die 16-jährige Elizabeth Ross, die Eltern und Schwester verlor. Kapitän Manning ging mit seinem Schiff unter. Seine Leiche war die einzige, die später gefunden wurde. Sie wurde nach Großbritannien überführt, um dort beigesetzt zu werden. Der Dampfer Danube und die Korvette Dido suchten am Unglücksort nach weiteren Überlebenden und Leichen, konnten aber keine mehr finden.

## Untersuchung
Dem Untergang folgte eine Untersuchung durch den Court of Inquiry, die in Kapstadt abgehalten wurde und am 19. September 1881 ihren Abschlussbericht unterzeichnete. Die Untersuchungskommission kam zu dem Schluss, dass sich die Teuton zum Zeitpunkt der Kollision eineinhalb Seemeilen von den äußersten Ausläufern der Klippen von Quoin Point entfernt hätte befinden sollen und dass die von Kapitän Manning durchgeführte Navigation des Schiffs schuld daran war, dass dies nicht der Fall gewesen war.
Auch die Entscheidung Mannings, das Schiff nicht sofort zu evakuieren, war nach Ansicht der Kommission falsch und trug zu dem hohen Verlust von Menschenleben bei. Manning und dem überlebenden Dritten Offizier, Robert Diver, der zum Zeitpunkt des Unglücks das Kommando hatte, wurde die Hauptschuld an der Katastrophe gegeben. Der Untersuchungsbericht wurde am 27. September 1881 von Hercules Robinson, dem amtierenden Gouverneur der Kapkolonie, unterzeichnet.